# STEM
	STEM  Ústav empirických výzkumů, z.ú. vznikl jako společnost s ručením omezeným, v listopadu 2015 byl přeměněn na zapsaný ústav. Zakladatelem je sociolog Jan Hartl. STEM provádí empirické sociologické výzkumy veřejného mínění a preferuje přitom tradiční metodu face-to-face, tedy tváří v tvář. Je zavedenou institucí, která nabízí veřejnosti pravidelně přehledy volebních preferencí českých politických stran. Od roku 2018 je ředitelem agentury Martin Buchtík.
Věnuje se především těmto okruhům zkoumání
- Politický systém
- EU, NATO vztah k sousedním zemím, reakce na situaci ve světě
- Důvěra v instituce a politický systém
- Ochota občanů se angažovat
- Sociální problémy
- Ekonomický výzkum
- Regionální a komunální problémy
- Bezpečnost

Zapsaný ústav navazuje na dvacet šest let empirického výzkumu vedeného soukromou agenturou stejného jména. Za dobu své existence provedl STEM více než 800 rozsáhlých šetření, ve kterých se dotázal více než miliónu obyvatel České republiky. Zpracoval řadu studií pro soukromé a veřejné klienty, mezinárodní instituce, domácí a zahraniční univerzity. Nikdy nebyl nikým dotován a na trhu se udržel svým vlastním úsilím.
Zapsaný ústav STEM pokračuje v pravidelné měsíční výzkumné sérii TRENDY, která je unikátní nejen v Česku, ale i v mezinárodním srovnání délkou sledovaného období od roku 1993 i důsledně srovnatelnou metodikou. Oproti minulosti neziskový STEM činnost rozšiřuje o osvětové a vzdělávací aktivity a chce přispět k vytvoření informačního a analytického zázemí pro poučenou společenskou diskusi o závažných otázkách současnosti.
V roce 2025 společnost vytváří ve spolupráci se CNN Prima News unikátní projekt týdenních volebních modelů. Každou neděli od začátku roku 2025 až do podzimních parlamentních voleb je v pořadu Partie Terezie Tománkové zveřejňován nový výzkum preferencí subjektů. STEM dlouhodobě spolupracuje se CNN Prima News, pro kterou vytváří také například kromě průzkumů preferencí politických subjektů speciální predikce při volebních vysíláních. Vítězství Petra Pavla v prezidentských volbách v roce 2023 se povedlo agentuře předpovědět přesně na desetiny procent.